# 작센고타알텐부르크 공국
작센고타알텐부르크 공국(독일어:  Sachsen-Gotha-Altenburg, 존속기간:1640-1674)는 튀링겐 지역에 위치했던 작센 공작령의 일부이다. 1640년,에른스트 분할 조약에 따라 작센고타는 작센-바이마르 공국으로부터 분리 되었다. 1674년 해체된 이후 작센-고타-알텐부르크로 확대되었으며, 이는 대가 완전히 끊긴 1825년까지 150년 동안 이어졌다.

## 같이 보기
- 에른스트계 작센 제공국